# Stéphane Cordinier
Stéphane Cordinier (* 17. April 1970 in Créteil) ist ein ehemaliger französischer Handballspieler.

## Karriere

### Verein
Stéphane Cordinier lernte das Handballspielen in seiner Heimatstadt bei US Créteil HB. Ab 1989 stand der 1,79 m große Linksaußen im Aufgebot der ersten Mannschaft in der ersten französischen Liga. Im Europapokal der Landesmeister 1989/90 schied Créteil im Halbfinale gegen den FC Barcelona aus. In der Coupe de France unterlag man 1992/93 im Finale mit 22:32 gegen OM Vitrolles. Nach mehreren Spitzenpositionen in der Liga gelang 1993 nur der zehnte Platz. Cordinier schloss sich daraufhin PSG-Asnières an. Mit dem Hauptstadtklub gehörte der Flügelspieler wieder zur Spitzengruppe und wurde 1995/96 Meisterschaftszweiter. In der Saison 1998/99 folgte er seinen Landsleuten François-Xavier Houlet, Stéphane Joulin und Philippe Schaaf in die deutsche Bundesliga zum TV Niederwürzbach. Nachdem sich der TVN 1999 aufgrund finanzieller Schwierigkeiten freiwillig zurückgezogen hatte, beendete Cordinier seine Laufbahn mit nur 29 Jahren.

### Nationalmannschaft
In der französischen A-Nationalmannschaft debütierte Cordinier im Jahr 1993. Bei den Mittelmeerspielen 1993 gewann er mit Frankreich die Silbermedaille. Bei seiner einzigen Europameisterschaft (1996) erzielte er sieben Tore in drei Einsätzen und belegte mit der Équipe den 7. Platz. Im Sommer desselben Jahres nahm er an den Olympischen Spielen in Atlanta teil. Dort warf er elf Tore in drei Spielen und unterlag mit der französischen Auswahl im Spiel um Bronze Spanien mit 25:27. Bei der Weltmeisterschaft 1997 gewann er mit Frankreich die Bronzemedaille. Insgesamt bestritt er 72 Länderspiele.

## Privates
Sein Sohn Isaïa Cordinier ist Basketballprofi.